# 三國奉常、太常列表
洪飴孫《三國職官表》：「魏太常卿一人，中二千石，第三品。掌禮儀祭祀，及行事，掌贊天子，大射﹑養老﹑大喪，皆奏其禮儀。每月朔晦，察行陵廟，幷選試博士，察其能否。建安二十一年，魏國初置奉常。黃初元年改為太常。可考者二十三人。……蜀同。建安二十四年先主為漢中王時置，後因之。可考者五人。……吳同。建安二十五年，權為吴王，置奉常。黃武四年改為太常。可考者十三人。」今據《三國志》諸《帝紀》、《主傳》；萬斯同《歷代史表》中《魏國將相大臣年表》、《魏將相大臣年表》、《吳將相大臣年表》作此表，在位年數不足一年者，按一年計算。

## 奉常

### 魏
《三國志·魏書·文帝紀》引《魏書》：「丙戌，令史官奏修重、黎、羲、和之職，欽若昊天，歷象日月星辰以奉天時。臣松之案：魏書有是言而不聞其職也。丁亥令曰：『故尚書僕射毛玠、奉常王脩、涼茂、郎中令袁渙、少府謝奐、萬潛、中尉徐奕、國淵等，皆忠直在朝，履蹈仁義，並早即世，而子孫陵遲，惻然愍之，其皆拜子男為郎中。』」
| 序次                         | 爵位     | 姓名 | 在位年數 | 在位時間     | 魏王 |
| 東漢魏國奉常（213年－220年） |          |      |          |              |      |
| 1                            | 無       | 涼茂 | 1年      | 216年－217年 | 曹操 |
| 2                            | 無       | 王修 | 1年      | 217年－218年 | 曹操 |
| 3                            | 蘭陵成侯 | 王朗 | 1年      | 218年－219年 | 曹操 |

### 蜀
蜀漢不置奉常。

### 吳
《三國志·吳書·張顧諸葛步傳》載：「權為吳王，（顧雍）累遷大理、奉常，領尚書令，封陽遂鄉侯，拜侯還寺，而家人不知，後聞乃驚。」
| 序次                     | 爵位     | 姓名 | 在位年數 | 在位時間       | 皇帝   |
| 東吳奉常（222年－280年） |          |      |          |                |        |
| 1                        | 醴陵肅侯 | 顧雍 | 不詳     | 222年後－225年 | 吳大帝 |

## 太常

### 魏
《三國志·魏書·文帝紀》載：「（黃初二年）秋八月，孫權遣使奉章，并遣于禁等還。丁巳，使太常邢貞持節拜權為大將軍，封吳王，加九錫。」
| 序次                     | 爵位     | 姓名   | 在位年數 | 在位時間       | 皇帝                  |
| 曹魏太常（220年－265年） |          |        |          |                |                       |
| 1                        | 高平侯   | 邢貞   | 不詳     | 221年－？      | 魏文帝                |
| 2                        | 關內侯   | 邢顒   | 不詳     | ？－223年      | 魏文帝                |
| 3                        | 樂平定侯 | 董昭   | 1年      | 224年          | 魏文帝                |
| 4                        | 高鄉貞侯 | 桓階   | 不詳     | 黃初年間       | 魏文帝                |
| 5                        | 無       | 趙咨   | 不詳     | 黃初年間       | 魏文帝                |
| 6                        | 南鄉恭侯 | 韓曁   | 8年      | 226年－234年   | 魏文帝 魏明帝         |
| 7                        | 西陵簡侯 | 和洽   | 1年      | 235年－？      | 魏明帝                |
| 8                        | 樂陽貞侯 | 常林   | 不詳     | 238年－240年後 | 魏明帝 齊王曹芳       |
| 贈                       | 清陽貞侯 | 裴潛   | －       | 244年贈        |                       |
| 9                        | 安國元侯 | 高柔   | 1年      | 245年          | 齊王曹芳              |
| 10                       | 蘭陵景侯 | 王肅   | 5年      | 249年－254年   | 齊王曹芳 高貴鄉公曹髦 |
| 11                       | 昌陵鄉侯 | 夏侯玄 | 1年      | 254年          | 高貴鄉公曹髦          |
| 12                       | 無       | 任昊   | 1年      | 254年          | 高貴鄉公曹髦          |
| 13                       | 萬歲亭侯 | 王祥   | 不詳     | 正元年間       | 高貴鄉公曹髦          |
| 贈                       | 陽鄉元侯 | 傅嘏   | －       | 255年贈        |                       |
| 14                       | 廣昌亭侯 | 鄭袤   | 不詳     | 260年前？      | 高貴鄉公曹髦          |
| 15                       | 無       | 夏侯和 | 不詳     | 260年前？      | 高貴鄉公曹髦          |
| 16                       | 潁陰穆侯 | 陳泰   | 1年      | 260年          | 高貴鄉公曹髦 魏元帝   |
| 17                       | 無       | 嘉     | 不詳     | ？－264年－？  | 魏元帝                |
| 18                       | 無       | 諸葛緒 | 1年      | 264年－265年   | 魏元帝                |
| 不詳                     | 無       | 羊耽   | 不詳     | 不詳           |                       |

### 蜀
《三國志·蜀書·先主傳》載：「（建安二十五年）……太傅許靖、安漢將軍糜竺、軍師將軍諸葛亮、太常賴恭、光祿勳（黃權）〔黃柱〕、少府王謀等上言……」
| 序次                           | 爵位 | 姓名 | 在位年數 | 在位時間      | 皇帝 漢中王     |
| 東漢漢中王太常（218年－221年） |      |      |          |               |                 |
| 1                              | 無   | 賴恭 | 2年      | 219年－221年  | 漢獻帝 劉備     |
| 蜀漢太常（221年－263年）       |      |      |          |               |                 |
| 1                              | 無   | 賴恭 | 不詳     | 221年－？     | 漢昭烈帝 漢懷帝 |
| 2                              | 無   | 王謀 | 不詳     | 223年後－？   | 漢懷帝          |
| 3                              | 無   | 杜瓊 | 不詳     | ？－250年     | 漢懷帝          |
| 4                              | 無   | 鐔承 | 不詳     | 250年後－？   | 漢懷帝          |
| 5                              | 無   | 張峻 | 不詳     | ？－263年－？ | 漢懷帝          |

### 吳
《三國志·吳書·吳主傳》載：「（黃武四年）六月，以太常顧雍為丞相。」
| 序次                     | 爵位     | 姓名   | 在位年數 | 在位時間      | 皇帝          |
| 東吳太常（222年－280年） |          |        |          |               |               |
| 1                        | 醴陵肅侯 | 顧雍   | 1年      | 225年         | 吳大帝        |
| 2                        | 無       | 陳化   | 不詳     | 225年－？     | 吳大帝        |
| 3                        | 劉陽侯   | 潘濬   | 不詳     | ？－229年－？ | 吳大帝        |
| 4                        | 無       | 張彌   | 不詳     | ？－233年     | 吳大帝        |
| 5                        | 劉陽侯   | 潘濬   | 不詳     | 234年－？     | 吳大帝        |
| 6                        | 無       | 顧譚   | 1年      | 243年－244年  | 吳大帝        |
| 7                        | 無       | 傅常   | 不詳     | 244年－？     | 吳大帝        |
| 8                        | 無       | 滕胤   | 7年      | 251年－258年  | 吳大帝 吳廢帝 |
| 9                        | 無       | 全尚   | 1年      | 258年         | 吳廢帝        |
| 10                       | 外黃侯   | 濮陽興 | 4年      | 258年－262年  | 吳景帝        |
| 11                       | 無       | 姚信   | 不詳     | ？－267年－？ | 吳末帝        |
| 12                       | 無       | 周處   | 不詳     | ？－276年－？ | 吳末帝        |
| 13                       | 無       | 張夔   | 不詳     | ？－280年     | 吳末帝        |
| 不詳                     | 無       | 徐整   | 不詳     | 不詳          |               |